# Lucerna (Tolstoi)
Lucerna, o El cantante de Lucerna o De las memorias del príncipe Nechljudov: Lucerna (en ruso Из зaписок князя Д. Нехлюдовa. Люцерн, Iz zapisok knâzâ D. Nehlûdova. Lûcern) es un relato corto de Lev Tolstói escrito entre el 9 y el 17 de julio de 1857 en Lucerna. El cuento fue publicado más tarde en la revista «Sovremennik» bajo la firma «Conde L.N. Tolstoi».

## Génesis de la obra

Lucerna, Hotel Schweizerhof

En los Diarios, el 7 de julio de 1857 Tolstoi escribió:

Lucerna. Fui al monumento del león. Salí del Campo lontano. Fui a un burdel. A la vuelta, de noche, estaba nublado, la luna asomaba entre las nubes, se oían voces, dos campanas sonaban en la calle ancha, y un hombrecillo cantaba, muy bien, canciones tirolesas acompañado de su guitarra. Le di algo de dinero y le invité a cantar delante del Schweizerhof: nada, se alejó avergonzado, murmurando algo, mientras la gente, riendo, iba tras él. Antes, la gente se había agolpado en silencio en el balcón. Me reuní con él y le invité a beber en el Schweizerhof. Nos llevaron a una salita apartada. El artista era banal pero conmovedor. Mientras bebíamos, el camarero se rió y el portero se sentó. Esto me hizo estallar: les insulté y me alteré terriblemente.
Lev Tolstoj, Diarios, 7 luglio 1857 

La historia fue publicada por primera vez en la revista "Sovremennik" ("El Contemporáneo") n. 10, 1857.

## Trama
La historia se estructura como en un relato en primera persona, escrito por el príncipe D. Nekhludov, de su estancia en Lucerna con fecha del 8 de julio al inicio del escrito y del 18 de julio de 1857 al final. El nombre de Dmitrij Ivanović Nekhljudov resulta familiar para los lectores de Tolstoi porque aparece en otras obras, como Adolescencia (1854), Juventud (1856), La mañana de un terrateniente (1856) y Resurrección (1859); obviamente en Lucerna Nekhludov representa al propio Tolstoi.
El príncipe Nejludov llegó a Lucerna atraído por las descripciones entusiastas de la ciudad suiza en las guías turísticas. Se detuvo en el Hotel Schweizerhof, el más lujoso de la ciudad; el hotel acoge a un gran número de turistas ingleses, cuyo comportamiento frío y reservado deprime el humor del narrador. De mal humor, Nejliúdov decide pasear solo por la ciudad; pero «las calles estrechas, sucias, sin iluminación, los comercios cerrados, los encuentros con trabajadores borrachos [...] reforzaron aún más mi estado de ánimo melancólico». A su regreso, cerca del hotel, Nekhludov escucha una música "extremadamente agradable y dulce"  interpretada por un cantante ambulante tirolés lisiado que se acompaña con la guitarra. Incluso los transeúntes y otros huéspedes del hotel quedan encantados al escucharlo. Luego de cantar durante mucho tiempo, el cantante deja claro que le gustaría recibir una pequeña remuneración por su actuación; pero ninguno de los espectadores accede a su pedido. Nejliúdov invita entonces al músico al bar del hotel para ofrecerle beber algo. En la conversación en el bar, el cantante se queja de la severidad de la policía suiza con los artistas callejeros y de la falta de generosidad de los oyentes. Nekhludov se da cuenta de que el personal del hotel muestra hostilidad y desprecio hacia el pobre músico y lo reprende violentamente. Posteriormente, en su diario de viaje, Nekhludov se inspira en el episodio para hacer comentarios negativos sobre el egoísmo y la falta de solidaridad hacia los pobres por parte de los exponentes de la sociedad rica europea de la época:

El acontecimiento que tuvo lugar en Lucerna el 7 de julio me parece completamente nuevo, extraño, y que no debe atribuirse a los aspectos negativos de la naturaleza humana en general, sino a una época precisa de la evolución de la sociedad. No es un hecho para la historia de las acciones humanas, sino para la historia del progreso y la civilización.

Ya al final del relato Tolstoi había hecho consideraciones más generales: «He aquí un acontecimiento que los historiadores de nuestro tiempo deben registrar con letras ardientes e indelebles. Este evento es más importante, más serio y tiene un significado más profundo que los hechos registrados en los periódicos y en las historias". Según el eslavista Ettore Lo Gatto, estas últimas palabras, nada insignificantes, anticipan la predicación de Tolstoi cincuenta años más tarde. Dan testimonio de la tormenta interior que se agita en el escritor, todavía incierto entre la fe y la duda, entre la esperanza de una motivación para vivir y el pensamiento opresivo de la muerte, entre la idea de que personajes como el cantante-mendigo de Lucerna, que viven para el arte, son las personas más felices, y la sospecha atroz de que todo es inútil, incluida y sobre todo la escritura, para quienes están sumidos en el sufrimiento y el abatimiento.

## Ediciones
- León Tolstoi, «Lucerna». En: Cuentos, volumen dos; traducción de Agostino Villa, Turín: Einaudi, 1953
- León Tolstoi, «Lucerna». En: Eridano Bazzarelli (ed.), Todas las obras narrativas y teatrales de León N. Tolstoi; traducción de Giacinta de Dominicis Jorio, vol. I (Primeros cuentos), Milán: Mursia, 1960
- Leo Nikolaevich Tolstoi, El cantante de Lucerna; Dios ve la verdad ; Yermak el cosaco ; versión del ruso de Giacinta de Dominicis Jorio; ilustraciones de Claudio Solarino, Roma: Paoline, 1978, págs. 1-54
- León Tolstoi, «De las memorias del príncipe Nejliúdov: Lucerna». En: Igor Sibaldi (ed.); traducción por Bruno Osimo, col. I Meridiani, Milán: A. Mondadori, 1991, vol. Yo, págs. 540-569, ISBN 88-04-34454-7 .
- León Nikolaevich Tolstoi, «Lucerna». En: Lucerna y otros cuentos ; editado por Igor Sibaldi, Coll. Oscar clásicos n. 400, Milán: A. Mondadori, 1996, ISBN 88-04-42103-7